# Syringa pinetorum
Syringa pinetorum (Бузок хвойнолісовий) — вид роду Syringa, родина Oleaceae.

## Біологічний опис
Чагарник заввишки до 1–3 м.
Стебла циліндричні гілочки коливаються від ворсистого до гнійного (з дрібними, хвилинними волосками), поступово перетворюючись на голі.
Листя овально-ланцетні або ланцетні, розміром 1,5–2,5 (зрідка до 4) см × 0,8–2 (зрідка 3) см, зверху паперові, нижньо-голі або рідко запушені, зверху голі блискучі або пілотизуються по венах. Верхівка гостра до загострення.
Квітки метелики бічні, прямовисні та пухкі, розміром 4–16 (зрідка до 20) см × 3–8 (зрідка 10) см. Квітконос довжиною до 3 мм, може бути або запушеним, або голистим. Чашечка, досягає 1.5–3 мм, стеблинка до 3 мм. Віночок блідо-червоний або бузковий, розміром 1–1,5 (рідко до 2) см, розміром 6–10 (зрідка до 15) мм. Частинки еліптичні до яйцеподібних і розростаються. Пильовики жовті і вставляються на 3 мм поза гирлом трубки віночка. Цвіте: травень — липень.
Плід капсула ланцетна до довгого еліптичного типу і майже гладка, розміром 0,8-1,5 см в довжину. Плодоносить: липень — вересень.

## Місця поширення
Долини під соснами, висотою 2200–3600 м.
Китай: Сичуань, південно-східний Тибет (Сізанг) та північно-західні провінції Юньнань.

## Етимологія
Pinetorum, що означає «пов'язаний із соснами, із соснових лісів» від породжувальної множини пинових. Syringa походить від грецького слова syrinx, що означає «труба» або «трубка». Названий за використання його порожніх стебел для виготовлення флейт. У грецькій міфології німфа Сирінга була змінена на очерет.